# Лялевич, Мариан Станиславович
Мариа́н Станиславович Ляле́вич (пол. Marian Lalewicz; 1876, Волковышки Сувалкской губернии, ныне Вилкавишкис — 1944, Варшава) — русский и польский архитектор и преподаватель, академик архитектуры Императорской Академии художеств, представитель модерна и неоклассицизма. Председатель Петербургского общества архитекторов (1917—1918) и Общества архитекторов-художников.

## Биография
В 1895 году окончил гимназию в Сувалках и поступил первоначально в Санкт-Петербургский университет, а затем на архитектурное отделение Высшего художественного училища при Императорской Академии художеств, которое окончил в 1901 году с золотой медалью, званием художника-архитектора и с правом на заграничную пенсионерскую поездку. Дипломная работа «Государственная дума» исполнена в мастерской профессора Л. Н. Бенуа. В 1902—1903 годах посетил Германию и Италию.
Преподаватель Высших женских политехнических курсов (в 1915 году преобразованы в Женский Политехнический институт). В 1913 году получил звание академика архитектуры. В 1910-х годах стал членом Правления, а в 1917—1918 годах возглавлял Петроградское общество архитекторов. В начале 1918 года назначен архитектором при Зимнем дворце.
В 1918 году эмигрировал в Польшу. С 1920 года служил профессором Варшавского политехнического института, осуществил ряд построек и реставраций. В 1925—1927 годах являлся деканом архитектурного факультета, а с 1935 по 1938 годы — вице-ректором института. С 1930 года работал в Обществе по защите памятников старины.
Погиб (по другим данным казнён нацистами) в 1944 году во время Варшавского восстания. Кенотаф установлен в Варшаве на кладбище Старые Повонзки.
- Проекты и постройки

### В России

#### Санкт-Петербург — Петроград

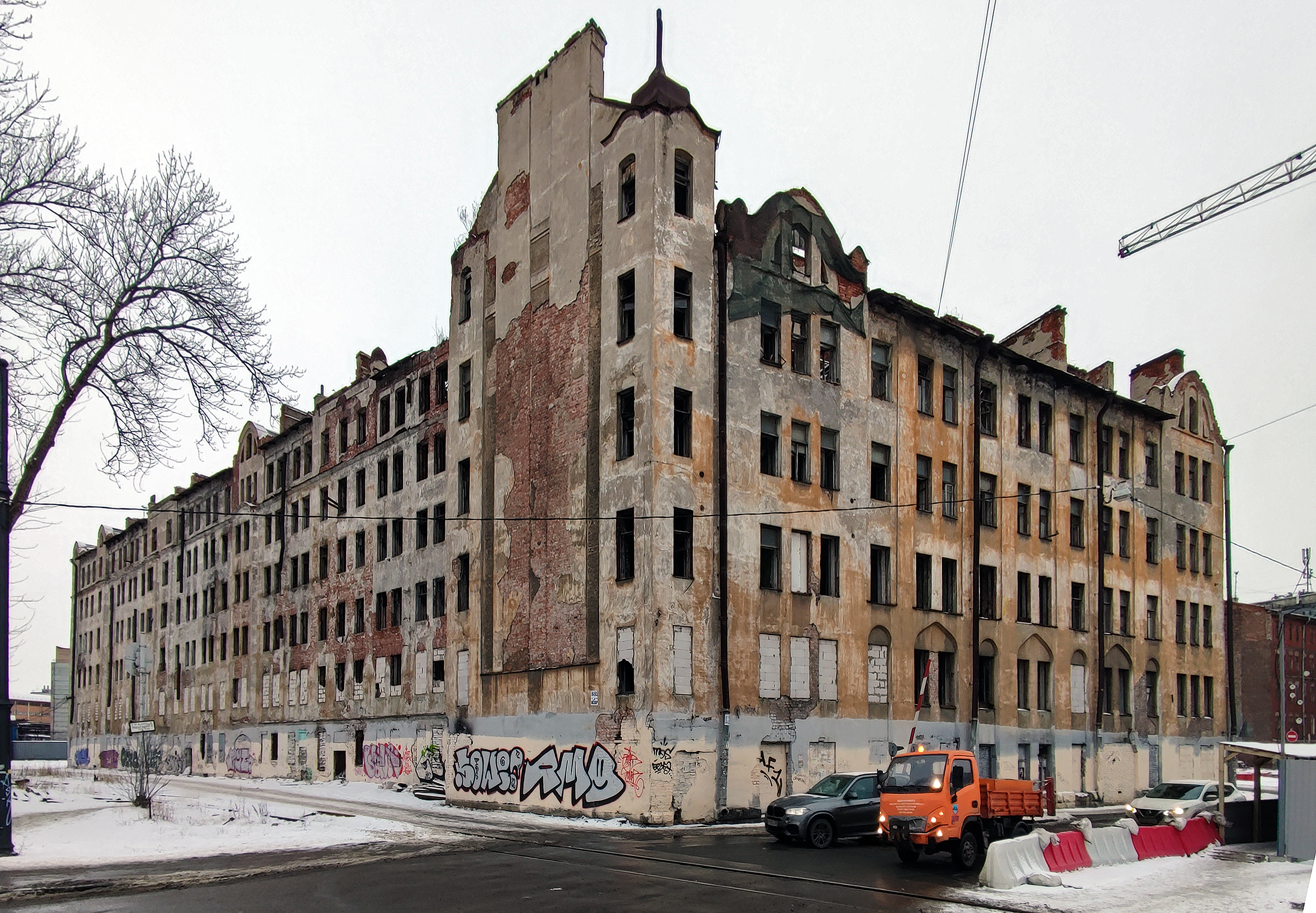
Доходный дом (СПб, ул. Розенштейна, 39)

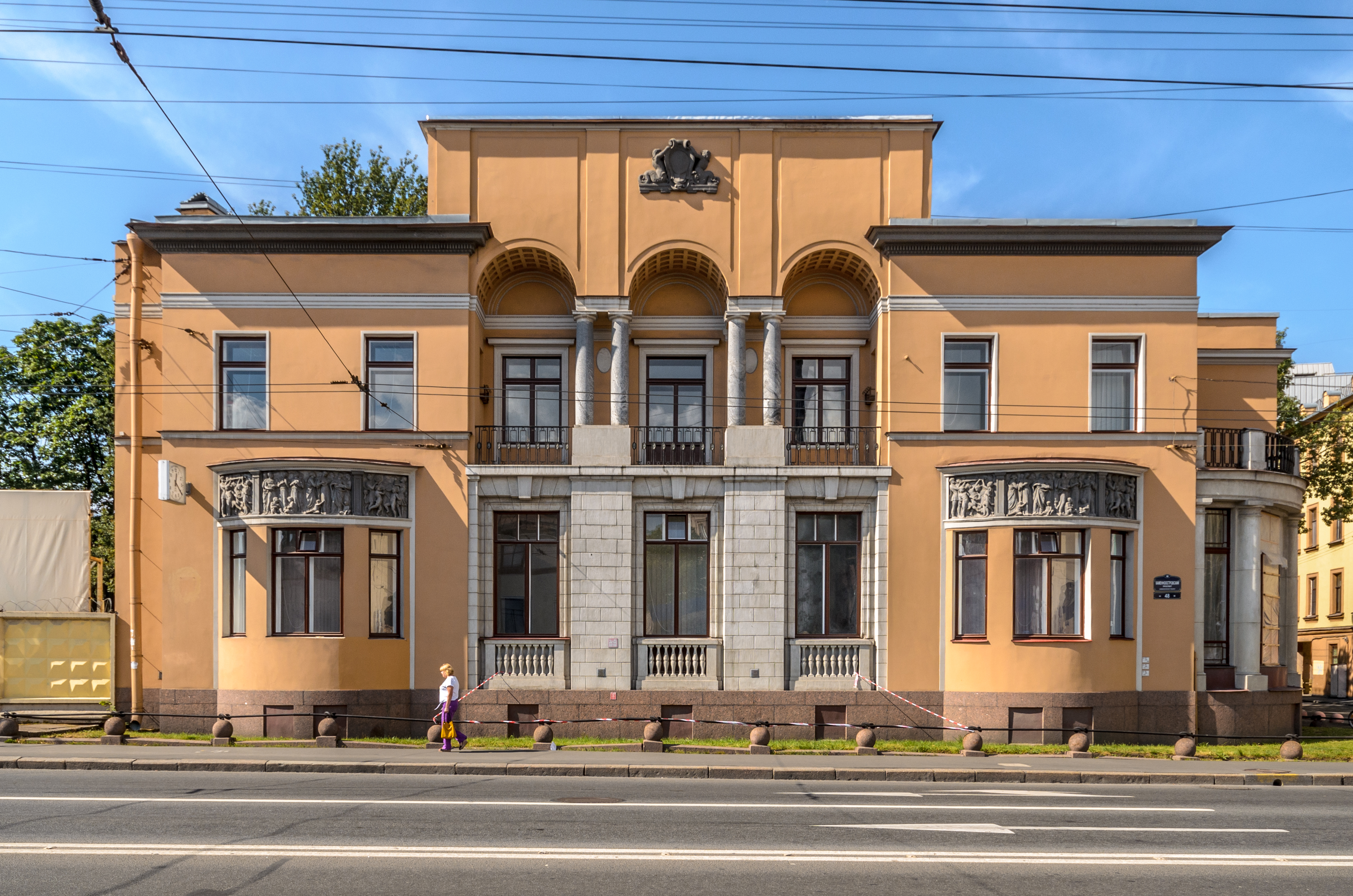
Особняк Покотиловой (СПб, Каменноостровский проспект, 48)

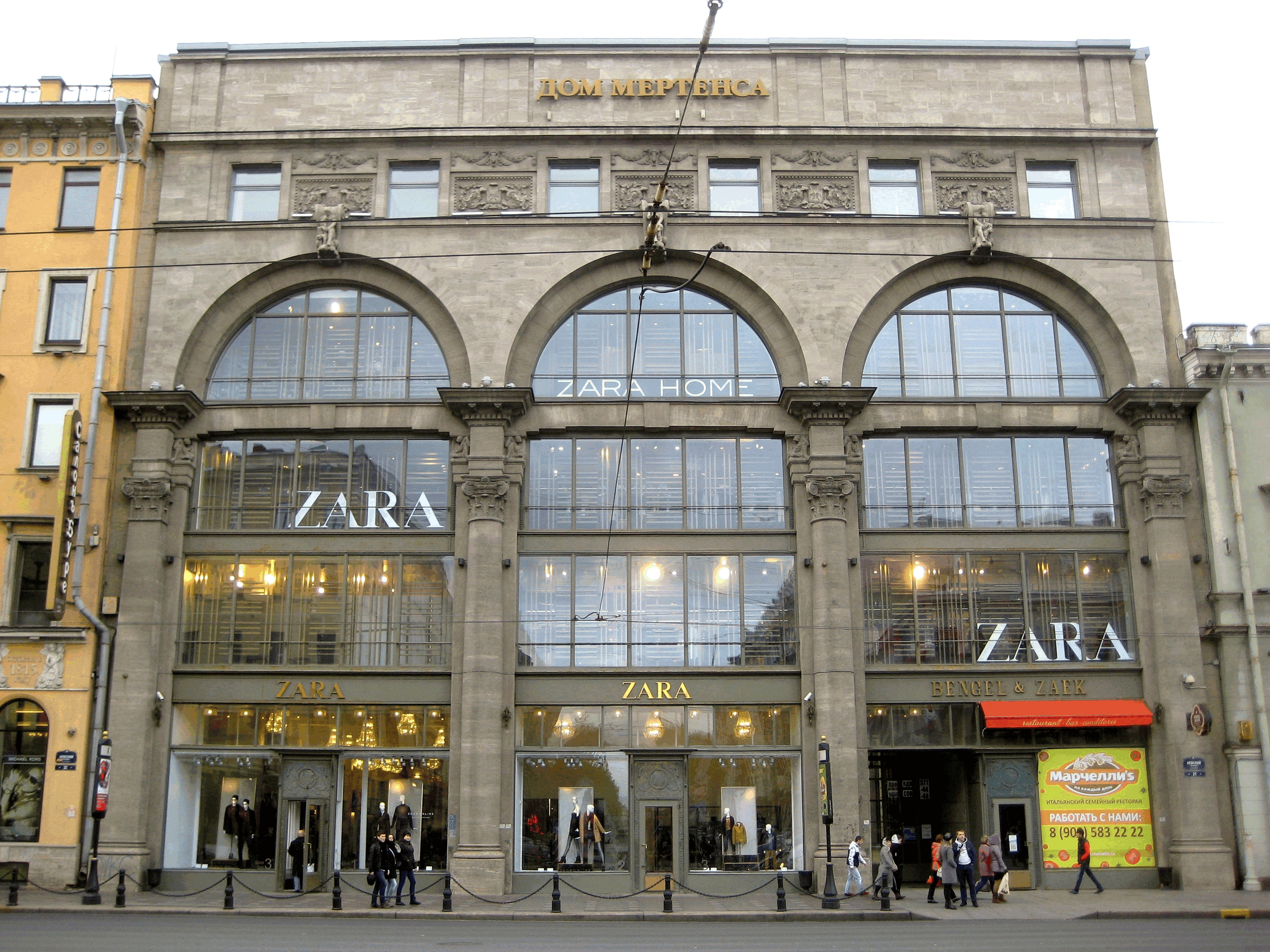
Дом Мертенса (СПб, Невский проспект, 21)

- Доходный дом на Пантелеимоновской (Пестеля) улице

- Доходный дом (1902—1904, улица Розенштейна, 39)[4];
- Конкурсный проект доходного дома, совместно с Д. А. Крыжановским (1904, Калашниковский проспект);
- Доходный дом Перцова (1906, Лиговский проспект, 44);
- Сытный рынок, совместно с М. М. Перетятковичем (конкурсный проект — 1906, четыре варианта; строительство — 1912—1913);
- Конкурсный проект дома Кредитного общества, совместно с М. М. Перетятковичем (1907);
- Конкурсный проект мечети (1908);
- Дом Мертенса (1911—1912, Невский проспект, 21)[5];
- Особняк М. К. Покотиловой (1909, Каменноостровский проспект, 48);
- Дом купца Д. В. Быховского (1911—1912, Малая Посадская улица, 2 / Каменноостровский проспект, 9);
- Здание Сибирского торгового банка, совместно Б. И. Гиршовичем (1908—1910, Невский проспект, 44);
- Кинотеатр «Паризиана» (1913—1914, Невский проспект, 80);
- Производственный корпус и склад фабрики Керстена (1914—1915);
- Жилой комплекс Товарищества борьбы с жилой нуждой (1914—1916, Диагональная улица, 8-10);

#### Москва
- Конкурсный проект здания Московского Купеческого собрания, в соавторстве с М. М. Перетятковичем (1905, 1-я премия), неосуществлён;
- Городской дом дешёвых квартир для одиноких имени Г. Г. Солодовникова, совместно с М. М. Перетятковичем (строил Т. Я. Бардт) (1908, Улица Гиляровского, 65);
- Административное здание Товарищества российско-американской мануфактуры «Треугольник» (1916, Улица Маросейка, 12, строение 1);

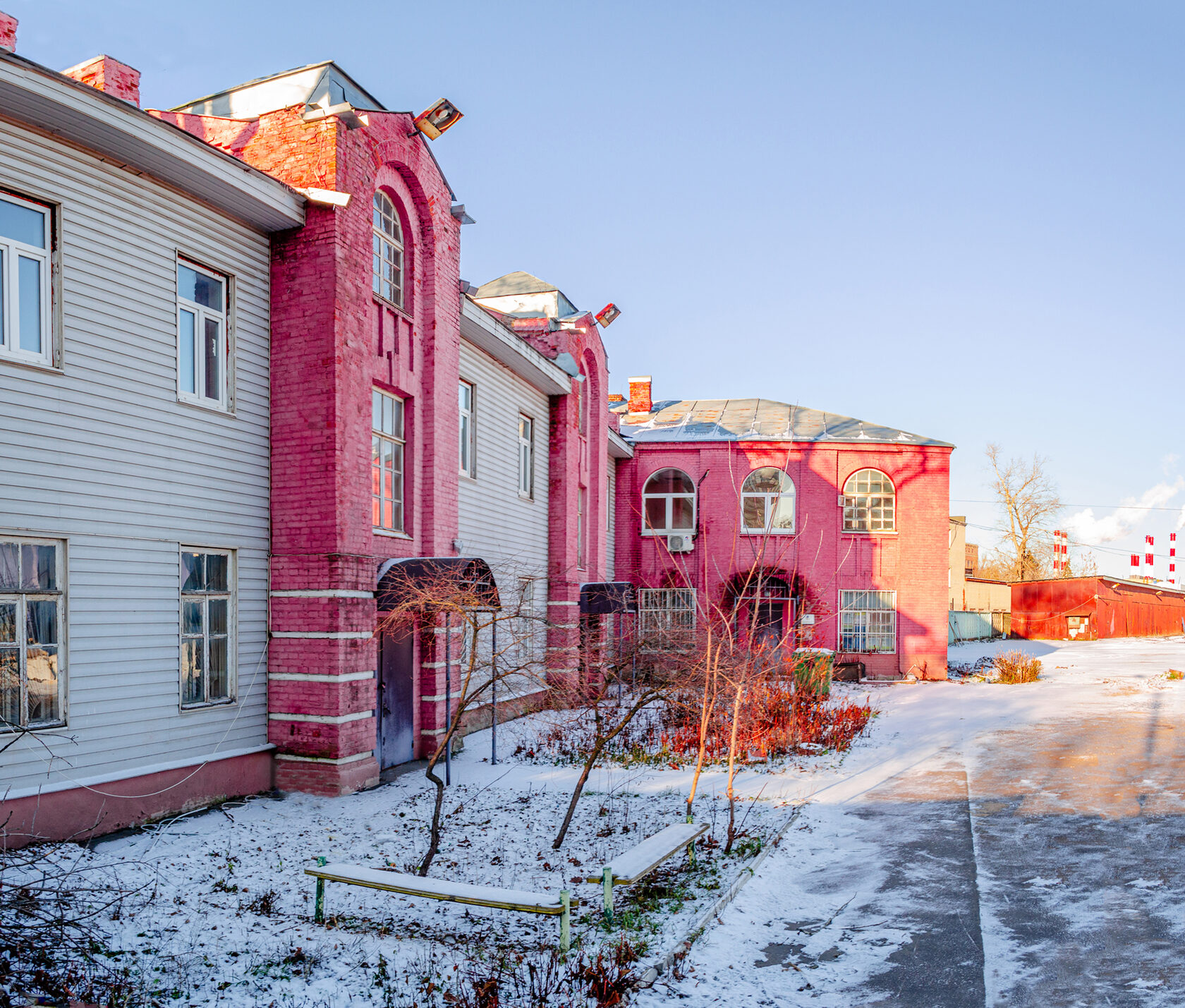
Общежитие Казённого завода военных самоходов (КЗВС) в Подлипках, арх. М.С. Лялевич, снесено в 2020 г.

- Общежитие Казённого завода военных самоходов (КЗВС) в Подлипках, арх. М.С. Лялевич, снесено в 2020 г.Посёлок при заводе КЗВС (Казённый завод военных самоходов), который строила британская фирма БЕКОС в Подлипках, ныне г. Королёв Московской области (частичная реализация).

### В Польше

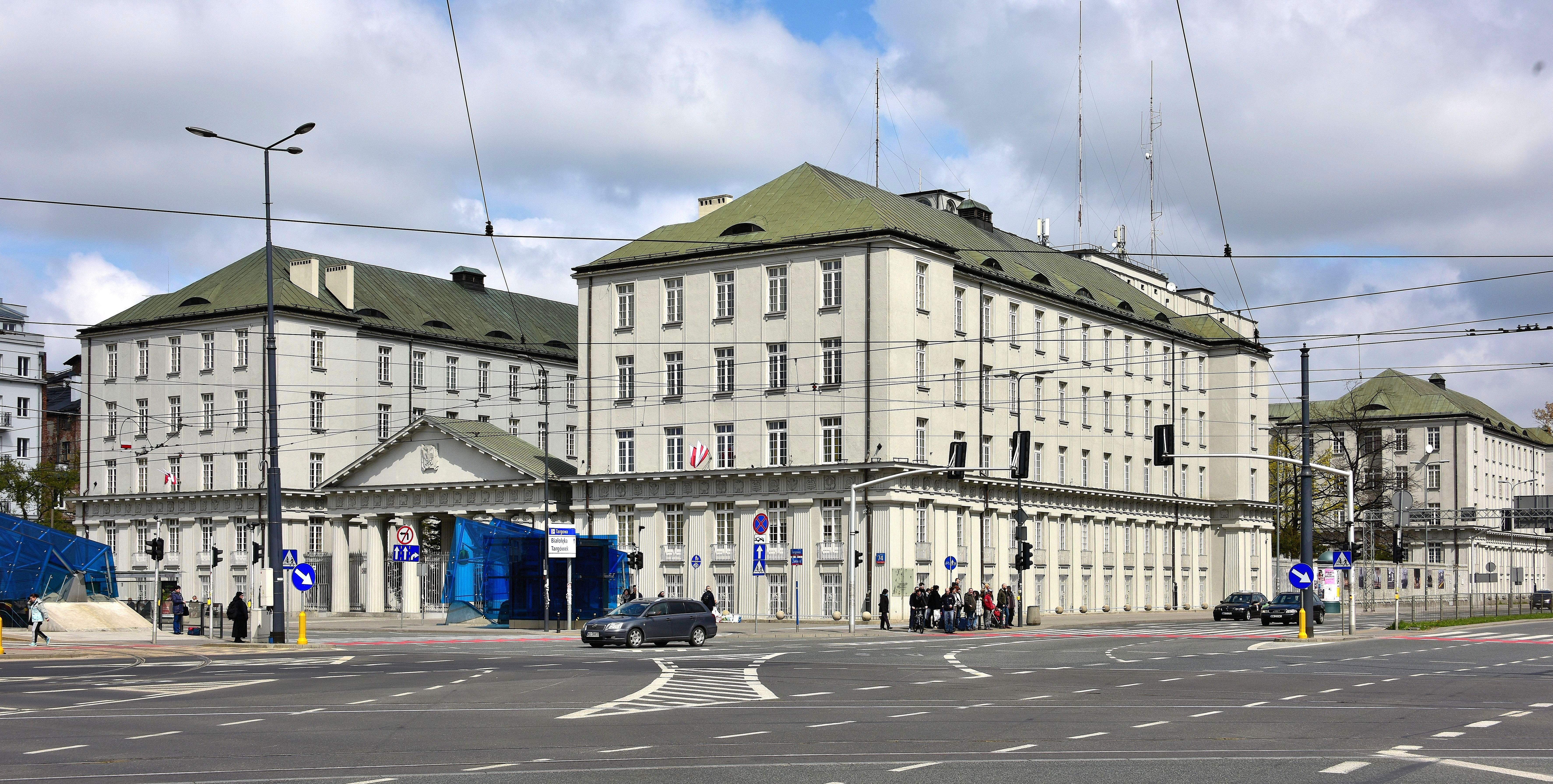
Здание Государственной дирекции железных дорог в Варшаве

- Конкурсный проект виадука, совместно с М. М. Перетятковичем (1906, Варшава);
- Дворец правительственной комиссии и казначейства (Варшава);
- Аграрный банк (1926—1927, Варшава);
- Здание Государственной дирекции железных дорог в Варшаве (1928—1929);
- Геологический институт (1923—1930);
- Банк (Сосновец);
- Банк (Седльце);
- Сельскохозяйственный банк (Луцк), ныне — Гарнизонный дом офицеров;
- Перестройка Дворца Сташица в неоклассическом стиле (1924—1926, Варшава).

## Труды и публикации
- История архитектуры в связи с историей изящных искусств. СПб. 1908
- Дом германского посольства // Петербургская газета. 1912. 20/1. № 19
- Ещё о стиле // Зодчий, 1908. № 15
- Об архитектурно-художественной разработке мостов и других подобных сооружений в городах // Труды IV съезда… СПб., 1911
- Об архитектурно-художественной разработке мостов и других подобных сооружений в городах: Доклад на IV съезде русских зодчих // Зодчий. 1911. No6.С.61.
- По вопросу издания городских обязательных постановлений по строительной части // Архитектурно Художественный Еженедельник. 1917. № 25-29. С. 129—130
- Художественный и исторический облик города//Архитектурно Художественный Еженедельник. № 25-29. С.135-136
- Проект контрактового дома в г. Киеве // Зодчий. 1911. Вып. 42. С.443